# Diaspore
Diaspore oder auch Propagule ist der botanische Sammelbegriff für alle ausbreitungsfördernden Einheiten wie Samen, Teilfrüchte, Früchte, Fruchtstände, Sporen, Brutknospen (Bulbillen) oder sonstige vegetative Brutkörper, die der Ausbreitung von Pflanzen oder Pilzen dienen.
Die im allgemeinen Sprachgebrauch verwendete Bezeichnung „Samen“ ist botanisch, aus morphologischen Gründen nicht immer zutreffend. Der eigentliche Samen der Doldenblütler beispielsweise bleibt bis zur Keimung von der Fruchtwand eingeschlossen; die Verbindung von Samen und Fruchtwand ist so fest, dass der Samen nicht ohne Verletzung von dieser befreit werden kann. Diasporen können auch weitere pflanzliche Teile umfassen, etwa bei der Linde, wo das Vorblatt mit dem Stiel des Fruchtstandes verwachsen ist und als Flügel zur Windausbreitung dient.
Man unterscheidet zwischen vegetativen und generativen Diasporen. Vegetative Diasporen, z. B. Ableger oder Brutzwiebeln, Knollen oder Rhizome, werden auf ungeschlechtlichem Wege erzeugt, unterscheiden sich also genetisch nicht von der Mutterpflanze. Generative Diasporen sind Samen, Sporen und Früchte, Fruchtstände.
Als Diasporenbank wird die Gesamtheit aller an einem Standort vorhandenen keimungsfähigen pflanzlichen Ausbreitungseinheiten (Diasporen) bezeichnet.

## Unterscheidung
- Telechor; gesteigerter Effekt der Ausbreitung
- Antitelechor, Topochor; hemmender Effekt der Ausbreitung
- Atelechor; kein Effekt zur Steigerung der Ausbreitung
- Barospermie; die Ausbreitung der Samen ist durch das Gewicht der Diasporen begrenzt.

- Öffnung nur bei Feuchtigkeit; Hygrochasie
- Öffnung nur bei Trockenheit; Xerochasie
- sondern Schleim ab; myxochor
- sind geflügelt; pterophor
- mit Haken und Stacheln; acanthophor
- kugelig, leicht; sphaeromorph, cyclochor
- mit Haarschirm (Pappus, Granne); pogonophor
- mit hygroskopischem Anhang; trypanophor, loconophor
- mit Elaiosom; elaiosomophor
- lufthaltig; saccophor
- fleischig; sarcophor

Nach der Ausbreitungsweise:
Bei der Matrispermie sind erweiterte Strukturen der Diasporen zur Mutterpflanze vorhanden.
- Matrichorie; die Struktur der Mutterpflanze erleichtert die Fernausbreitung
- Matristasie; die Struktur der Mutterpflanze behindert die Fernausbreitung

Bei der Synaptospermie werden mehrere Diasporen in einem Verband zusammengefasst.
- Eusynaptospermie; zwei oder mehreren Untereinheiten, die erst später isoliert werden
- Pseudosynaptospermie; Untereinheiten schon während der Ausbreitung isoliert[2]

Weiter kann unterteilt werden in:
- Synaptochorie; Diasporen mit Strukturen zur Fernausbreitung
- Synaptostasie; Diasporen ohne Strukturen zur Fernausbreitung

Bei der Heterodiasporie bringt eine Art mehrere Diasporentypen hervor (Heteromorphie). Man kann weiter unterteilen in:
- Heterokarpie (Verschiedenfrüchtigkeit); das Vorkommen verschiedengestalteter Früchte
- Heteroarthrokarpie, Heteromerikarpie; die Ausbildung von verschiedenen Teilfrüchtchen
- Heterospermie; die Ausbildung von verschieden gestalteter Samen an einer Pflanze
- Amphibasikarpie ; Blüten und verschieden gestaltete Früchte auf demselben Individuum nahe dem Boden
- Amphikarpie (Doppelfrüchtigkeit); verschieden gestaltete Früchte auf demselben Individuum durch gleichzeitig an der Luft (aerokarp) und im Boden (geokarp) gebildete oder reifende Früchte
  - Amphigeokarpie; Blüten oberirdisch und unterirdisch, sowie verschieden gestaltete Früchte auf demselben Individuum durch gleichzeitig an der Luft und im Boden gebildete oder reifende Früchte.
  - Blüten oberirdisch oder nahe dem Boden, sowie verschieden gestaltete Früchte auf demselben Individuum durch gleichzeitig an der Luft und im Boden gebildete oder reifende Früchte.

Tachysporie ist die Bezeichnung für das schnelle Freisetzen und Bradychorie, Bradysporie (Phytophorie) für das langsame, verzögerte Freisetzen von Diasporen.
Bei der Bradysporie werden zwei Typen unterschieden erstens Wintersteher (Hiemophoren) und Sommersteher (Aestatiophoren). Möglich ist zudem eine Makrobiokarpie, hier bleiben die Früchte eine unbegrenzte Zahl von Jahren an der Mutterpflanze, selbst nachdem die vollkommene Reife der darin eingeschlossenen Samen weit fortgeschritten ist.
Auch gibt es die Samenrückhaltung (Serotinie); die Samen werden nur nach Exposition gegenüber bestimmten Bedingungen freigesetzt. Es können folgende Bedingungen dafür in Frage kommen:
- Tod der Mutterpflanze oder des Zweigs (Necriscenie, der Tod kann durch Feuer verursacht werden)
- Benetzung (Hygriscenie) (Hygrochasy)
- Erwärmung durch Sonneneinstrahlung (Soliscenie)
- Trocknende atmosphärische Bedingungen (Xeriscenie) (Xerochasy)
- Feuer (Hitze, im Wesentlichen: Pyriscenie) (Pyrophyten)
- Feuer gefolgt von Benetzung (Pyrohydriscenie)